# Nesocharis ansorgei
L'astrilde collare bianco o dorso oliva collare bianco (Nesocharis ansorgei Hartert, 1899) è un uccello passeriforme della famiglia degli Estrildidi.
Deve il proprio nome scientifico all'esploratore britannico William John Ansorge, attivo soprattutto in Africa.

## Descrizione

### Dimensioni
Questi uccelli misurano fino a 10 cm di lunghezza, coda compresa.

### Aspetto
Si tratta di uccelletti dall'aspetto robusto e massiccio, muniti di ali arrotondate, corta coda squadrata e forte becco conico.

Testa e coda sono neri, mentre nuca, ventre e fianchi sono di colore grigio topo, più chiaro sulla prima (da cui il nome comune della specie): petto, dorso, ali, codione e sottocoda sono invece di colore giallo ocra nel maschio, con le ali che tendono a scurirs assumendo tonalità olivastre sulle remiganti, mentre nella femmina il petto mantiene la colorazione grigia del ventre. In ambedue i sessi gli occhi sono di colore bruno-nerastro, le zampe sono carnicino-grigiastre, il becco è nero-bluastro.

## Biologia
Si tratta di uccelli diurni, che vivono in coppie o in gruppetti familiari che contano meno di una decina d'esemplari: essi passano la maggior parte del tempo fra la vegetazione o nei pressi del suolo, alla ricerca di cibo.

### Alimentazione
La dieta di questi uccelli si compone per di più di piccoli semi, insetti e bacche, ma anche frutta ed altri piccoli invertebrati.

### Riproduzione
Questi uccelli raramente costruiscono un proprio nido, preferendo occupare i nidi abbandonati di uccelli tessitori, che essendo pendenti dalla punta dei rami garantiscono una migliore protezione da eventuali predatori: all'interno del nido la femmina depone 2-3 uova biancastre, che vengono covate alternativamente da entrambi i genitori per circa due settimane. I nidiacei sono ciechi ed implumi alla nascita, e vengono accuditi da ambedue i sessi: essi sono in grado d'involarsi a circa tre settimane dalla schiusa, tuttavia tendono a rimanere nei pressi del nido (tornandovi per dormire durante la notte e chiedendo sporadicamente l'imbeccata ai genitori) er altre due settimane.

## Distribuzione e habitat
L'astrilde collare bianco è diffusa nelle porzione settentrionale della regione dei Grandi Laghi, dalle rive orientali del lago Alberto al lago Kivu e alla Tanzania nord-occidentale.
L'habitat di questi uccelli è rappresentato dalle aree umide con presenza di densa copertura erbosa e arbustiva, oltre che dalle foreste a galleria sul margine dei corsi d'acqua, a un'altitudine compresa fra i 1000 ed i 2100 m: questa specie colonizza inoltre le aree coltivate e le piantagioni.